# Championnat de France de football de troisième division 1994-1995
Navigation
National 1 1993-1994 National 1 1995-1996
La saison de National 1 1994-1995 a vu la victoire du Football Club de Lorient et du SA Spinalien.
Le Football Club de Lorient remportera la finale de cette édition.
Après trente-quatre journées, ont été aussi promus le Club Sportif Louhans-Cuiseaux et le Stade Poitevin PEP, pour sa deuxième montée en trois ans - de la quatrième division (appelée alors en 1991-92 "Division 4") à la deuxième division.

## Les 36 clubs participants
| Groupe A - AS Angoulême-Charente 92 - CM Aubervilliers - US Avranches - FC Bourges - Stade brestois - ESA Brive - SO Châtellerault - US Créteil - US Fécamp - La Roche Vendée Football - FC Lorient - Olympique Noisy-le-Sec - Stade Poitevin FC - Stade Quimpérois - RC France - FC Saint-Leu - Thouars Foot 79 - Valenciennes FC | Groupe B - GFC Ajaccio - Besançon RC - CF Dijon - SAS Épinal - ES Fréjus - FCSR Haguenau - FC Istres Ville Nouvelle - CS Louhans-Cuiseaux - AS Lyon-Duchère - AS Muret - Paris FC - Pau FC - FC Rouen - SCO Roubaix - FC Sète - ATAC Troyes - Sporting Toulon Var - Stade de Vallauris |

## Classements
Victoire à 2 points.

### Règlement
Les deux premiers de chaque groupe sont promus dans le championnat de Division 2 1995-1996, alors que les trois derniers sont relégués dans le championnat de National 2 1995-1996.
Cinq clubs de National 1 ayant été relégués administrativement, dont un dans le groupe A (Bourges) et quatre dans le groupe B (Lyon-Duchère, Pau, Rouen, Vallauris), les trois derniers du groupe B sont repêchés, à l'instar des seize et dix-septième du groupe A.
En ce qui concerne uniquement la deuxième place voire les deux premières et les places relégables (ici de la seizième jusqu'à la dernière), en cas d'égalité aux points, afin de procéder à un classement définitif, les clubs concernés par ce règlement sont départagés grâce à la différence de buts particulière, comme suit:
1. Aux points lors des matches disputés entre les clubs concernés.
2. En cas d'égalité aux points, la différence de buts particulière lors des matches disputés entre les clubs concernés est appliquée.
3. En cas de nouvelle égalité, les clubs sont départagés grâce à leur meilleure différence de buts sur l'ensemble de la saison.

Ce procédé a été appliqué ici dans le Groupe B pour les clubs luttant pour le maintien. Les résultats de ce règlement ont donné que Haguenau obtienne la 14e place (Besançon 4-1/1-2 ; Toulon 1-1/2-2 [-12/-13] ; Roubaix 0-0/0-0 [-12/-17], que Besançon soit 15e (Toulon 2-1/1-0 ;  Roubaix 1-1/1-0), que Toulon soit classé à la 16e place (Roubaix 0-0/1-0) et que Roubaix soit 17e.

### Groupe A
| Rang | Équipe                 | Pts | J  | G  | N  | P  | Bp | Bc | Diff |
| ---- | ---------------------- | --- | -- | -- | -- | -- | -- | -- | ---- |
| 1    | FC Lorient             | 46  | 34 | 20 | 6  | 8  | 67 | 34 | +33  |
| 2    | Stade PoitevinP        | 45  | 34 | 17 | 11 | 6  | 73 | 46 | +27  |
| 3    | ESA Brive              | 40  | 34 | 16 | 8  | 10 | 46 | 40 | +6   |
| 4    | US Fécamp              | 37  | 34 | 14 | 9  | 11 | 42 | 40 | +2   |
| 5    | SO Châtellerault       | 36  | 34 | 12 | 12 | 10 | 35 | 41 | -6   |
| 6    | La Roche-sur-Yon VF    | 35  | 34 | 12 | 11 | 11 | 49 | 41 | +8   |
| 7    | FC BourgesR            | 35  | 34 | 12 | 11 | 11 | 35 | 39 | -4   |
| 8    | Stade brestois 29      | 34  | 34 | 11 | 12 | 11 | 44 | 34 | +10  |
| 9    | CM Aubervilliers       | 34  | 34 | 9  | 16 | 9  | 31 | 29 | +2   |
| 10   | Thouars Foot 79P       | 33  | 34 | 10 | 13 | 11 | 37 | 39 | -2   |
| 11   | US Créteil             | 32  | 34 | 13 | 6  | 15 | 45 | 43 | +2   |
| 12   | US Avranches           | 32  | 34 | 10 | 12 | 12 | 38 | 43 | -5   |
| 13   | FC Saint-Leu           | 32  | 34 | 9  | 14 | 11 | 28 | 33 | -5   |
| 14   | Olympique Noisy-le-Sec | 32  | 34 | 11 | 10 | 13 | 26 | 40 | -14  |
| 15   | US Valenciennes-AnzinR | 31  | 34 | 10 | 11 | 13 | 50 | 47 | +3   |
| 16   | Stade Quimpérois       | 27  | 34 | 6  | 15 | 13 | 28 | 43 | -15  |
| 17   | Angoulême Charente 92  | 27  | 34 | 8  | 11 | 15 | 27 | 47 | -20  |
| 18   | Racing CF 92           | 24  | 34 | 5  | 14 | 15 | 23 | 45 | -22  |

Promotions et relégations
Abréviations
- Victoire à 2 points.

#### Buteurs
| Place | Joueur            | Club                | Buts |
| ----- | ----------------- | ------------------- | ---- |
| 1     | Bernard Bouger    | FC Lorient          | 27   |
| 2     | Samir Lagnaoui    | Stade Poitevin      | 20   |
| 3     | Laurent Peyrelade | Pau FC & ESA Brive  | 18   |
| 4     | Franck Lérand     | US Avranches        | 16   |
| -     | Bruno Périer      | La Roche-sur-Yon VF | 16   |

### Groupe B
| Rang | Équipe                    | Pts | J  | G  | N  | P  | Bp | Bc | Diff |
| ---- | ------------------------- | --- | -- | -- | -- | -- | -- | -- | ---- |
| 1    | SA Spinalien              | 46  | 34 | 18 | 10 | 6  | 48 | 28 | +20  |
| 2    | CS Louhans-Cuiseaux       | 42  | 34 | 16 | 10 | 8  | 64 | 42 | +22  |
| 3    | CF Dijon                  | 41  | 34 | 12 | 17 | 5  | 46 | 31 | +15  |
| 4    | ES FréjusP                | 40  | 34 | 16 | 8  | 10 | 41 | 35 | +6   |
| 5    | AS Lyon-Duchère           | 40  | 34 | 16 | 8  | 10 | 37 | 35 | +2   |
| 6    | FC RouenR                 | 37  | 34 | 13 | 11 | 10 | 64 | 45 | +19  |
| 7    | Paris FC                  | 37  | 34 | 12 | 13 | 9  | 40 | 43 | -3   |
| 8    | GFC Ajaccio               | 36  | 34 | 11 | 14 | 9  | 37 | 38 | -1   |
| 9    | ATAC TroyesP              | 35  | 34 | 12 | 11 | 11 | 50 | 38 | +12  |
| 10   | FC Sète                   | 35  | 34 | 11 | 13 | 10 | 52 | 41 | +11  |
| 11   | FC Istres Ville NouvelleR | 31  | 34 | 10 | 11 | 13 | 36 | 34 | +2   |
| 12   | Pau FC                    | 30  | 34 | 8  | 14 | 12 | 39 | 41 | -2   |
| 13   | Stade de Vallauris        | 28  | 34 | 10 | 8  | 16 | 26 | 49 | -23  |
| 14   | FCSR HaguenauP            | 27  | 34 | 7  | 13 | 14 | 36 | 48 | -12  |
| 15   | Besançon RC               | 27  | 34 | 8  | 11 | 15 | 32 | 48 | -16  |
| 16   | Sporting Toulon Var       | 27  | 34 | 5  | 17 | 12 | 37 | 50 | -13  |
| 17   | SCO Roubaix               | 27  | 34 | 6  | 15 | 13 | 22 | 39 | -17  |
| 18   | AS Muret                  | 26  | 34 | 9  | 8  | 17 | 39 | 61 | -22  |

Promotions et relégations
Abréviations
Haguenau, Besançon, Toulon et Roubaix sont départagés grâce à la différence de buts particulière.

#### Buteurs
| Place | Joueur             | Club                          | Buts |
| ----- | ------------------ | ----------------------------- | ---- |
| 1     | Dominique Corroyer | FC Rouen                      | 30   |
| 2     | Christophe Rouve   | FC Sète                       | 18   |
| 3     | Rémi Perche        | FC Saint-Leu-95 & Besançon RC | 17   |
| 4     | Jérôme Vandenberge | CS Louhans-Cuiseaux           | 16   |
| 5     | Ilir Kepa          | CS Louhans-Cuiseaux           | 15   |
| -     | Michel Sanchez     | Pau FC                        | 15   |

## Attribution du titre
Les vainqueurs de chaque groupe vont se rencontrer sur un match aller/retour et le meilleur sera alors sacré champion de France de National 1.
| Date        | Lieu    | Match                   | Score | Buteurs                                                               | Public |
| 30 mai 1995 | Lorient | FC Lorient - SAS Épinal | 2 - 0 | Lorient : Bouger 38e, Brinquin 64e                                    | 300    |
| 3 juin 1995 | Épinal  | SAS Épinal - FC Lorient | 3 - 1 | Épinal : Cicchirillo 10e, Tissot 15e 46e · Lorient : Le Montagner 82e | 935    |

Le FC Lorient est sacré champion de France de National 1.

## Les champions de France de National 1
| Joueur              | Nationalité | Poste             | Matchs joués | Buts |
| ------------------- | ----------- | ----------------- | ------------ | ---- |
| Philippe Schuth     | France      | Gardien           | 34           | 0    |
| Yves Bouger         | France      | Défenseur         | 26           | 3    |
| Philippe Brinquin   | France      | Défenseur         | 24           | 1    |
| Didier Danio        | France      | Défenseur         | 28           | 1    |
| David Grossmann     | France      | Défenseur         | 12           | 0    |
| Gilles Kerhuiel     | France      | Défenseur         | 30           | 3    |
| Michel Le Lay       | France      | Défenseur         | 11           | 0    |
| Laurent Bourmaud    | France      | Milieu de terrain | 26           | 3    |
| Loïc Falquero       | France      | Milieu de terrain | 32           | 2    |
| Hervé Guégan        | France      | Milieu de terrain | 28           | 2    |
| Pierrick Le Bert    | France      | Milieu de terrain | 29           | 4    |
| Christophe Le Roux  | France      | Milieu de terrain | 30           | 6    |
| Jean-Marc Trinita   | France      | Milieu de terrain | 32           | 3    |
| Bülent Üçüncü       | Turquie     | Milieu de terrain | 6            | 0    |
| Bernard Bouger      | France      | Attaquant         | 33           | 27   |
| Pascal Le Montagner | France      | Attaquant         | 11           | 1    |
| Senad Repuh         | Yougoslavie | Attaquant         | 12           | 3    |
| Cyril Watier        | France      | Attaquant         | 25           | 7    |
| Frédéric Rouzo      | France      | Défenseur         | 1            | 0    |
| Christian Gourcuff  | France      | entraîneur        | -            | -    |